# Strandella fluctimaculata
Strandella fluctimaculata är en spindelart som beskrevs av Saito 1982. Strandella fluctimaculata ingår i släktet Strandella och familjen täckvävarspindlar. Inga underarter finns listade i Catalogue of Life.